# Anaxyrus cognatus
Anaxyrus cognatus е вид земноводно от семейство Крастави жаби (Bufonidae).

## Разпространение
Видът е разпространен в Канада, Мексико и САЩ.